# 保津川川下り船転覆死亡事故
保津川川下り船転覆死亡事故（ほづがわかわくだりせんてんぷくしぼうじこ）は、2023年3月28日、 京都府亀岡市の保津川において川下り船が転覆し、船頭2名が死亡した水難事故である。

## 概要
事故に遭った川下り船は、10時40分頃に船頭4人と乗客25人（うち子供3人）を乗せて乗船場を出発した。そのおよそ15分後の10時55分頃に、4キロメートルほど下った大高瀬付近で舵取り役の船頭が水を掻こうとしたところ、空振りし川に落ちた。他3人の船頭が舵を取ろうとしたがコースから外れ岩に衝突。船は転覆し乗っていた全員が川に投げ出された。
乗客乗員全員がベルト型の救命具を着けており、乗客は自力で岸に上がるなどして全員無事だったが、船頭のうち2名が死亡した。乗客の中には波に流されているところを船頭に助けられたと証言する者がおり、死亡した船頭らは救助活動を優先して犠牲になったとみられる。なお乗客のうち9人は、低体温症や打撲などの軽症で救急搬送された。
事故を受け川下り船を運行していた保津川遊船企業組合は、当面の間の川下りの運行を取りやめたほか、運輸安全委員会が事故調査官2人の派遣を行った。
保津川下りでは度々事故が発生しており、2001年9月には岩に激突したことで転覆し、5名が流されけが人が出ており、2006年には船に落石があったことで乗客が重傷を負う事故が発生し、2015年8月にも船頭が落水し死亡する事故を起こしている。2023年7月17日、国土交通省の職員立ち合いによる検査が行われ、事故への安全対策が採られたとして運行を再開した。